# سابرینا پورشی
سابرینا پورشی (بنگالی: সাবরিনা পড়শী؛ زادهٔ) یک خواننده مسلمان اهل کشور بنگلادش است. وی از سال ۲۰۰۸ میلادی تاکنون مشغول فعالیت بوده‌است. استعداد خوانندگی وی در یک برنامه استعدادیابی تلویزیونی کشف شد.